# Григор'єв Юрій Олександрович
Григор'єв Юрій Олександрович (6 серпня 1939, Дніпро — 3 липня 2022, Москва) — радянський і російський оперний співак (баритон), теоретик мистецтва, доктор мистецтвознавства (1999), педагог, професор Московської консерваторії. Соліст (1968—1990) і художній керівник опери (1999—2001) Большого театру РФ. Народний артист РРФСР (1983).

## З життєпису
У 1956—1959 рр. навчався в Львівському політехнічному інституті. У роки навчання активно виступав у художній самодіяльності.
У 1960 році вступив в Львівську державну консерваторію ім. М. В. Лисенка (клас професора О. Дарчука), а в 1964 році був переведений до Ленінградської державної консерваторії ім. М. А. Римського-Корсакова, яку закінчив в 1966 по класу професора В. Луканіна.
У 1966—1968 рр. стажувався в Ленінградському державному академічному театрі опери та балету імені С. М. Кірова.
У 1968—1990 рр. був провідним солістом оперної трупи Большого театру Союзу РСР. У Большому театрі дебютував в головній партії в опері «Князь Ігор».
З 1979 року викладає в Московській державній консерваторії ім. П. Чайковського (з 1996 року — професор). Серед його учнів — солісти Большого театру І. Морозов, Є. Морозова, М. Казанський, М. Семенов та ін.
У 1999—2000 рр. був художнім керівником оперної трупи опери Большого театру Росії.
Співпрацював з такими диригентами як Юрій Симонов, Геннадій Рождественський, Олександр Лазарєв та ін .; зі співаками Володимиром Атлантовим, Оленою Образцовою, Іриною Архиповою, Тамарою Мілашкіною та ін. Брав участь в журі міжнародних конкурсів — ім. М. І. Глінки, ім. П. І. Чайковського в Москві, ім. Ф. І. Шаляпіна в Казані, ім. Віотті в Італії та ін.
У 1999—2000 рр. був художнім керівником оперної трупи опери Большого театру Росії.